# Neil Cunningham

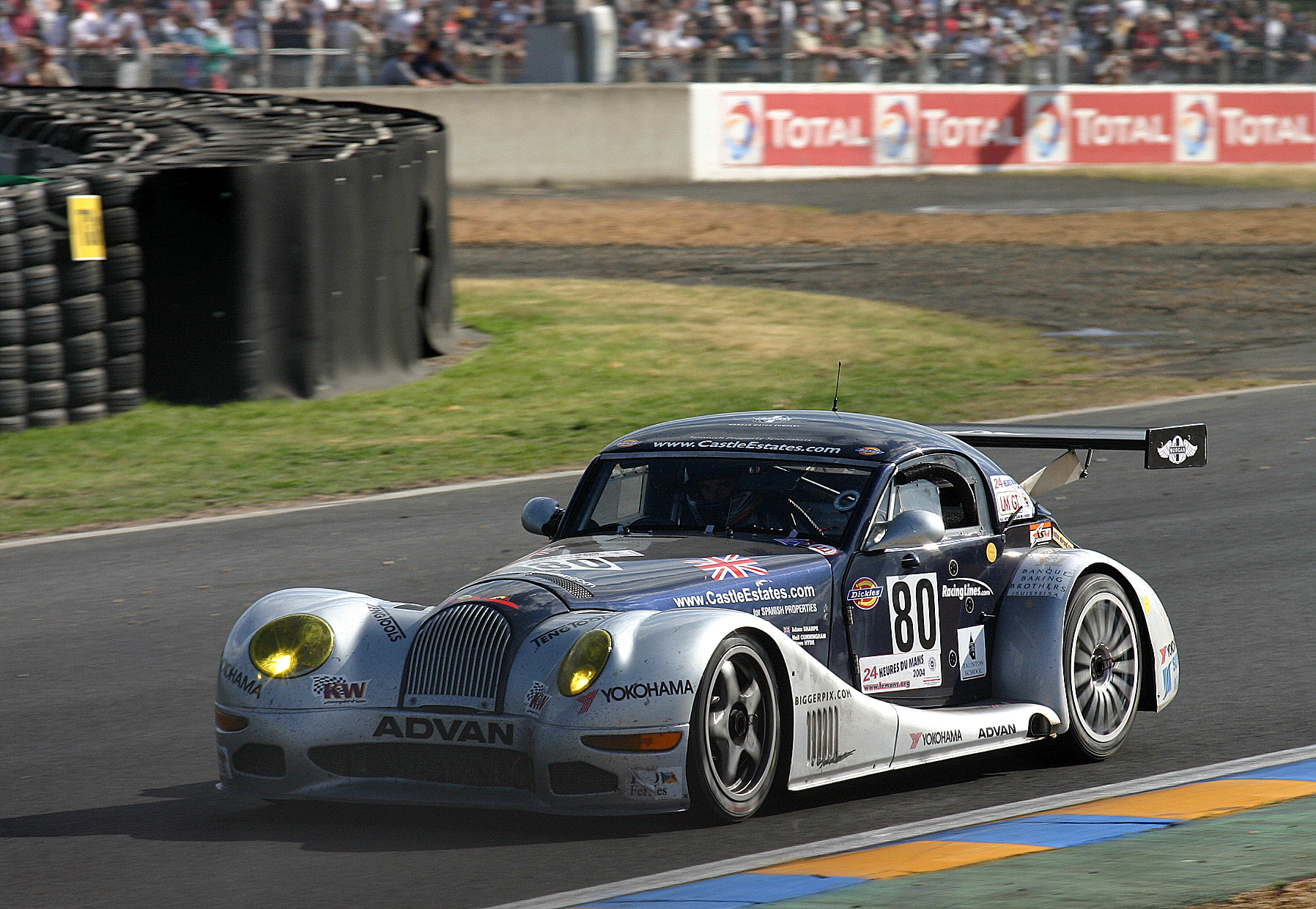
Auf diesem Morgan Aero 8 startete Neil Cunningham beim 24-Stunden-Rennen von Le Mans 2004

Neil Edward Cunningham (* 12. Juni 1962 in Auckland; † 24. Mai 2016 in Mumbles) war ein neuseeländischer Autorennfahrer und Stuntman.

## Karriere als Rennfahrer
Neil Cunningham begann in den 1980er-Jahren mit dem Motorsport. Er startete bei Tourenwagenrennen in seinem Heimatland und fuhr 1981 in der australischen Meisterschaft einen Holden Commodore VC. Mitte der 1980er-Jahre siedelte er sich im Vereinigten Königreich an und ging dort in der Formel Ford an den Start. 1990 wechselte er in die Formel Renault, konnte die Monopostokarriere in den folgenden Jahren wegen des Mangels an finanziellen Mitteln jedoch nicht fortsetzen.
Erfolgreich war er im europäischen Tourenwagen- und Sportwagensport. 1996 gewann er die Gesamtwertung der Eurocar V6 Championship und fuhr ab 1998 regelmäßig in der britischen GT-Meisterschaft. 2003 wurde er Werksfahrer bei Morgan Motor und fuhr deren Aero 8 auch in der FIA-GT-Meisterschaft. Beim 24-Stunden-Rennen von Le Mans 2004 war der Aero der Liebling der zigtausend britischen Zuschauer. Der Morgan erzielte im Qualifikationstraining eine Zeit von 4:24,080 Minuten und war dabei um 53 Sekunden langsamer als der Trainingsschnellste Audi R8 von Jamie Davies, Johnny Herbert und Guy Smith. Das bedeutete den letzten Startplatz mit einem Rückstand von knapp drei Sekunden auf den zweitlangsamsten GT2-Wagen. Im Rennen wurde der Morgan wegen zu geringer Distanz nicht gewertet.
2005 gewann Cunningham auf einem Porsche 996 GT3-RSR von Embassy Racing die GT2-Klasse der britischen GT-Meisterschaft und wurde bei seinem letzten Renneinsatz Gesamtzweiter beim 24-Stunden-Rennen von Silverstone 2008.

## Stuntman
Nach dem Ende seiner Fahrerkarriere arbeitete er als Fahrzeugtester bei Top Gear und als Stuntman. Unter anderem war er einer der Stuntfahrer beim James-Bond-Film Ein Quantum Trost.

## Krankheit und Tod
2010 wurde bei Neil Cunningham Amyotrophe Lateralsklerose diagnostiziert, eine nicht heilbare degenerative Erkrankung des motorischen Nervensystems, an der auch der britische Astrophysiker Stephen Hawking litt. Cunningham war bis zu seinem Tod mit Wohltätigkeitsveranstaltungen aktiv, bei denen Spenden für die Forschung zur Heilung der Krankheit gesammelt wurden. Unterstützt wurde er dabei immer wieder von Fahrerkollegen, unter anderem vom damaligen Formel-1-Piloten Mark Webber, mit dem er eng befreundet war. Er starb im Mai 2016 an den Folgen der Erkrankung.

## Statistik

### Le-Mans-Ergebnisse
| Jahr | Team                   | Fahrzeug       | Teamkollege     | Teamkollege | Platzierung     | Ausfallgrund |
| ---- | ---------------------- | -------------- | --------------- | ----------- | --------------- | ------------ |
| 2004 | Morgan Works Race Team | Morgan Aero 8R | Adam Sharpe     | Steve Hyde  | nicht klassiert |              |
| 2006 | Barazi-Epsilon         | Courage C65    | Michael Vergers | Juan Barazi | Rang 21         |              |

### Sebring-Ergebnisse
| Jahr | Team                   | Fahrzeug      | Teamkollege | Teamkollege  | Platzierung | Ausfallgrund |
| ---- | ---------------------- | ------------- | ----------- | ------------ | ----------- | ------------ |
| 2004 | Morgan Works Race Team | Morgan Aero 8 | Adam Sharpe | Keith Ahlers | Rang 19     |              |